# Здание аптеки Эвениуса
Здание аптеки Эвениуса (Здание партикулярной аптеки) — памятник градостроительства и архитектуры федерального значения в историческом центре Нижнего Новгорода. Построено в 1789—1792 годах. Автор первоначального проекта — нижегородский мастер машинного дела И. И. Немейер.  
Историческое здание по адресу Варварская улица, 4 сегодня — объект культурного наследия Российской Федерации. 

## История
Род Эвениусов в Нижнем Новгороде хорошо известен историкам и экскурсоводам. В самом центре города по адресу Варварская, 4 в 1781 году открылась первая городская аптека. В ней, после экзамена и присяги, был утверждён аптекарем молодой фармацевт Георг Эвениус, получивший фармацевтическое образование в Германии и начинавший практику в городе Галле (его сын, А. Е. Эвениус, стал первым директором московской Градской больницы). В 1780 году «молодой гезель», как его называли в те времена, решил переехать в Россию. Успешно пройдя проверку знаний в Санкт-Петербургской Государственной медицинской коллегии, он получил привилегию на открытие вольной (партикулярной) аптеки в Нижнем Новгороде. На тот момент вольных аптек во всей России было только одиннадцать.
В 1784 году при Генеральном размежевании города в начале Варварской улицы Эвениусу было нарезано 1473 кв. сажени усадебной земли. В 1789 году машинного дела мастер И. И. Немейер спроектировал двухэтажное каменное здание, возвести которое взялся крестьянин села Пурех Балахнинского уезда Николай Васильевич Монников за два строительных сезона. Отделка интерьеров продолжалась до осени 1792 года, когда с подрядчика, тогда уже начавшего постройку каменной церкви в слободе Мурашах Княгининского уезда, востребовали неустойку. 
Здание имело сводчатые помещения первого и высокие накатные потолки второго этажа. Главный фасад по центру украшали шесть ионических пилястр под ступенчатым аттиком и продольные ниши для скульптурных барельефов. Цоколь имел дощатую (по углам — квадровую) рустовку, окна крыльев второго этажа (через одно) — треугольные фронтоны на консолях, высокая четырёхскатная кровля — восемь слуховых окон. 
В середине XIX века аптекарь Василий Егорович Эвениус разделил по высоте на два этажа центральную часть верхнего этажа, между пилястрами пробил окна. В 1883 году новый владелец, аптекарь И. Ф. Ремлер, по проекту архитектора Н. Д. Григорьева перестроил здание: над всем домом был надстроен третий этаж, пробиты окна, крылья украсили по три ионических пилястры, окна второго этажа получили необарочные формы наличников. В таком виде здание сохранилось до наших дней.